# Łukasz Szeliga
Łukasz Maciej Szeliga (ur. 22 lutego 1975) – polski zawodnik i trener narciarstwa alpejskiego, działacz paralimpijski, prezes Polskiego Komitetu Paralimpijskiego od 2015.

## Życiorys
Jest absolwentem między innymi Akademii Wychowania Fizycznego im. Bronisława Czecha w Krakowie. W dzieciństwie uprawiał różne dyscypliny sportu, w tym między innymi narciarstwo, karate i biegi. Należał też do młodzieżowej reprezentacji makroregionu górnośląskiego w piłce nożnej i był dobrze zapowiadającym się piłkarzem. W wieku 16 lat doznał jednak wypadku motocyklowego, w wyniku którego stracił lewą nogę. Pomimo niepełnosprawności dalej aktywnie uprawiał narciarstwo alpejskie. Był między innymi asystentem trenera kadry paraolimpijskiej narciarzy alpejczyków na Igrzyska Paraolimpijskie w Vancouver w 2010, zastępcą szefa Misji Paraolimpijskiej na Igrzyska Paraolimpijskie w Londynie w 2012 oraz trenerem-koordynatorem polskiej reprezentacji narciarzy alpejczyków na Igrzyska Paraolimpijskie w Soczi w 2014. Jako działacz sportowy piastował między innymi funkcję prezesa zarządu Beskidzkiego Zrzeszenia Sportowo-Rehabilitacyjnego „Start” w Bielsku-Białej. Od 2013 piastuje funkcję prezesa Polskiego Związku Sportu Niepełnosprawnych „Start”. W 2013 nominowany był w XI już edycji konkursu „Człowiek bez barier”.
23 czerwca 2015 został wybrany na Zjeździe Sprawozdawczo-Wyborczym Polskiego Komitetu Paralimpijskiego jego nowym prezesem, zastępując na tym stanowisku Longina Komołowskiego, zaś w kwietniu 2020 został wybrany na kolejną kadencję (2020–2024). Od 2017 jest także trenerem narciarstwa alpejskiego. Jako pierwszy Polak w historii został członkiem zarządu Europejskiego Komitetu Paralimpijskiego (EPC). 5 marca 2020 został powołany przez minister sportu Danutę Dmowską-Andrzejuk w skład Społecznej Rady Sportu.
Należy do zwolenników idei integracji sportu paraolimpijskiego ze sportem olimpijskim.

## Wybrane odznaczenia
- Medal Stulecia Odzyskanej Niepodległości (2021)[7]
- Medal za zasługi dla Polskiego Ruchu Olimpijskiego (2019)[8]
- Srebrna odznaka „Za zasługi dla sportu” (2019)[5]
- Brązowa odznaka „Za zasługi dla sportu” (2018)[5]
- Krzyż Oficerski Orderu Odrodzenia Polski (2021)[9]